# 渡部雄作
渡部 雄作（わたなべ ゆうさく、1946年8月21日 - ）は、日本の俳優。イーピン企画所属。
北海道出身。身長170cm、体重74kg。舞台芸術学院卒業。
一時期コント太平洋のメンバーとして活動しており（1981年解散）、フジサンケイグループ演芸大賞新人賞を受賞している。因みに「なべ雄作」という別名があり、その名前で活動していた時期もあった。

## 出演
- 新選組!
- NHK朝の連続テレビ小説
  - すずらん
  - 梅ちゃん先生
  - ひよっこ
- 貫太ですッ!
- クロサギ
- 人間の証明2001
- さすらい署長 風間昭平
- 風の果て
- ドクター小石の事件カルテ
- 明日の光をつかめ
- 土曜時代劇 隠密八百八町
- あなたもスターになりますか?
- 親子ジグザグ
- スタンドバイミー 気まぐれ白書
- 明日の光をつかめ レギュラー出演
- 悪魔の弁護人・御子柴礼司 〜贖罪の奏鳴曲〜